# 후안 마누엘 아센시
후안 마누엘 아센시 리폴(스페인어: Juan Manuel Asensi Ripoll, 1949년 9월 23일, 발렌시아 주 알리칸테 ~)은 스페인의 전 축구 선수로, 현역 시절 공격형 미드필더로 활약하였다.

## 클럽 경력
아센시는 발렌시아 주 알리칸테 출신으로, 당시 라 리가 구단이었던 고향 인근의 엘체에서 축구를 시작했고, 1970년에 바르셀로나로 80M Ptas에 이적하였다. 그는 바르셀로나 시절에 카탈루냐 연고 구단이 1973–74 시즌에 리그를 우승 하는 데에 큰 공을 세웠고,(34경기에 출전해 선수단 내 득점 3위인 11골을 넣었다) 1978–79 시즌에는 바젤에서 열린 UEFA 컵위너스컵 결승전에서 득점을 올렸다.
1980–81 시즌에 10경기만 치른 후, 484번의 공식 경기 출전 124골을 기록한 32세의 아센시는 멕시코로 건너가 1983년에 은퇴하기 전까지 그 곳에 머물렀다. 그는 두 차례 잠깐 감독직을 맡기도 했는데, 한 번은 바르셀로나의 유소년부를, 다른 한 번은 하위 리그의 오리우엘라 감독을 맡았다.

## 국가대표팀 경력
아센시는 스페인 국가대표팀 경기에 41번 출전하여 7골을 넣었다. 그의 첫 국가대표팀 경기는 1969년 2월 23일, 1-2로 패한 벨기에와의 1970년 FIFA 월드컵 예선전 경기로, 스페인은 대회 본선에 진출하지 못하였다. 아센시는 1978년 FIFA 월드컵과 UEFA 유로 1980에 참가할 최종 선수 명단에 이름을 올렸다. 그는 후자의 대회에서 마지막 국가대표팀 경기를 치렀는데, 그 상대도 벨기에였고, 또다시 1-2 패배를 당했다. 그는 1968년 하계 올림픽에 참가하기도 했다.

### 국가대표팀 득점 기록
| #  | 날짜             | 경기장                                       | 상대         | 점수 | 최종결과 | 대회                      |
| -- | ---------------- | -------------------------------------------- | ------------ | ---- | -------- | ------------------------- |
| 1. | 1969년 2월 23일  | 벨기에 리에주 스클레생                       | 벨기에       | 1–2  | 1–2      | 1970년 FIFA 월드컵 예선전 |
| 2. | 1972년 10월 11일 | 스페인 마드리드 산티아고 베르나베우          | 아르헨티나   | 1–0  | 1–0      | 친선경기                  |
| 3. | 1972년 10월 19일 | 스페인 라스 팔마스 인술라르                  | 유고슬라비아 | 2–2  | 2–2      | 1974년 FIFA 월드컵 예선전 |
| 4. | 1974년 2월 23일  | 스페인 바르셀로나 사리아                     | 서독         | 1–0  | 1–0      | 친선경기                  |
| 5. | 1978년 6월 11일  | 아르헨티나 부에노스 아이레스 호세 아말피타니 | 스웨덴       | 1–0  | 1–0      | 1978년 FIFA 월드컵        |
| 6. | 1978년 11월 15일 | 스페인 발렌시아 루이스 카사노바              | 루마니아     | 1–0  | 1–0      | UEFA 유로 1980 예선전     |
| 7. | 1978년 12월 13일 | 스페인 살라망카 엘망티코                     | 키프로스     | 1–0  | 5–0      | UEFA 유로 1980 예선전     |

## 은퇴 후
1984년, 아센시는 전 바르셀로나 동료인 카를레스 렉사치, 조아킴 리페, 그리고 안토니 토레스와 함께 바르셀로나에 TARR 축구 학교를 설립하였다.

## 수상
바르셀로나
- 라 리가: 1973–74
- 코파 델 레이: 1970–71, 1977–78, 1980–81
- UEFA 컵위너스컵: 1978–79
- 인터시티스 페어스컵: 1971 트로피 플레이오프